# Dactylispa puwena
Dactylispa puwena is een keversoort uit de familie bladkevers (Chrysomelidae). De wetenschappelijke naam van de soort werd in 1961 gepubliceerd door Chen & Tan.